# Kymen Sanomat
 Kymen Sanomat  (KySa) est un journal indépendant paraissant chaque jour à Kotka.
Sa distribution s'élève à 22 225 exemplaires en 2011.